# -花火-
「-花火-」（はなび）は、日本のバンドTUBEの27枚目のシングルである。1998年6月3日発売。発売元はソニー・ミュージックレコーズ。

## 概要
- 前作から2ヶ月ぶりとなるシングル。
- 販促用の簡単なPVが制作されているが、前作同様どの映像作品にも収録されていない。

## 収録曲
| 全作詞: 前田亘輝、全作曲: 春畑道哉、全編曲: TUBE。 |                                       |          |            |      |
| #                                                  | タイトル                              | 作詞     | 作曲・編曲 | 時間 |
| 1.                                                 | 「-花火-」                            | 前田亘輝 | 春畑道哉   | 3:55 |
| 2.                                                 | 「MENTHOL HEAVEN」                    | 前田亘輝 | 春畑道哉   | 3:44 |
| 3.                                                 | 「-花火- (Original Karaoke)」         | 前田亘輝 | 春畑道哉   | 3:55 |
| 4.                                                 | 「MENTHOL HEAVEN (Original Karaoke)」 | 前田亘輝 | 春畑道哉   | 3:44 |
| 合計時間:                                          | 合計時間:                             | 15:18    |            |      |

## 収録アルバム
- HEAT WAVER (#1,2)
- TUBEst III (#1)
- 35年で35曲 “汗と涙” ～涙は心の汗だから～（#1、リミックス）
- All Singles TUBEst -Blue- (#1)

## タイアップ
-花火-
- 日本テレビ系「'98 劇空間プロ野球」イメージソング

MENTHOL HEAVEN
- スズキ「エスクード」CMソング